# أوجين سيريل برونيه
أوجين سيريل برونيه (بالفرنسية: Eugène Cyrille Brunet)‏ هو نحات فرنسي، ولد في 1828 في سارسيل في فرنسا، وتوفي بنفس المكان في 1921.